# رستوران

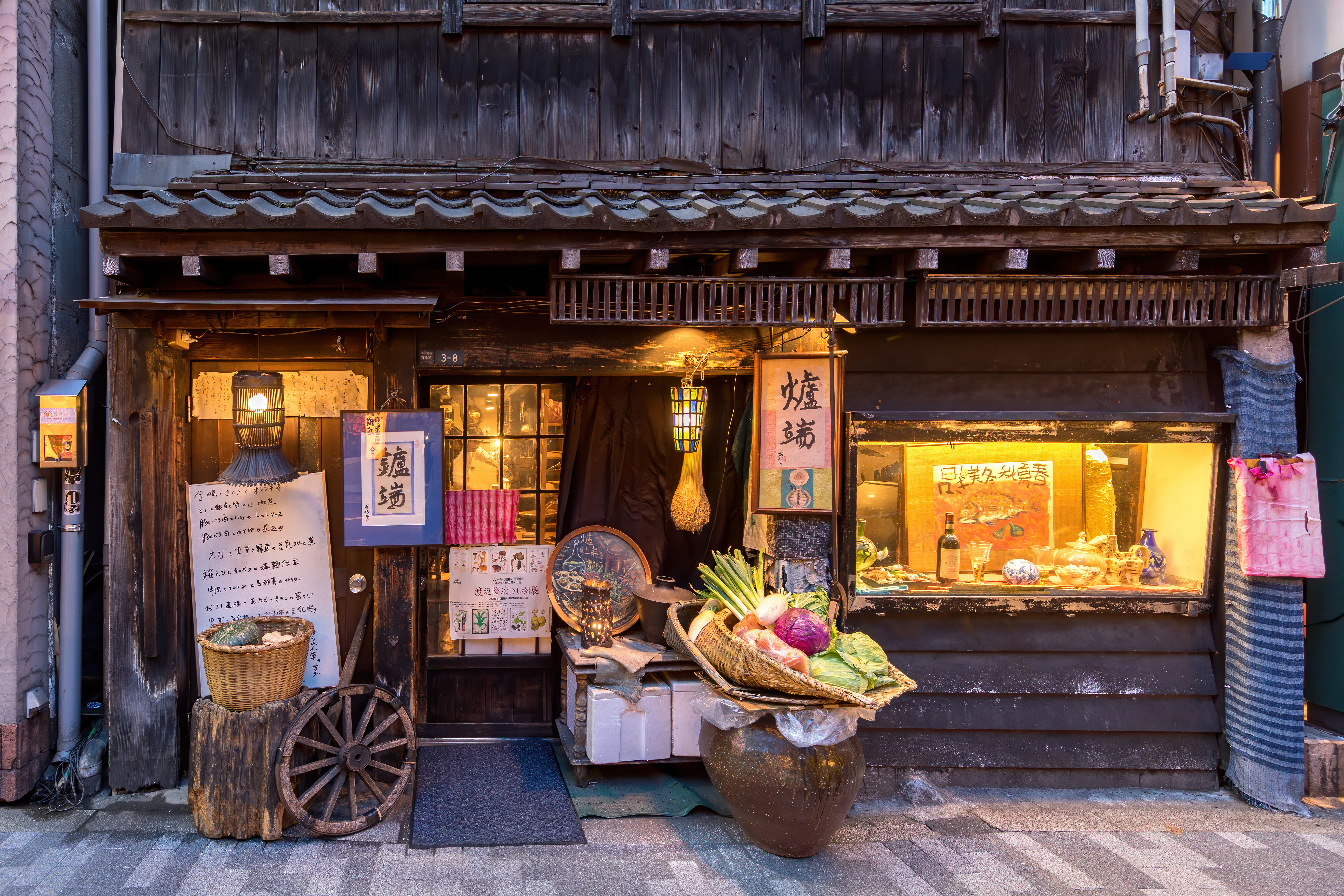
نگاره‌ای از ساختمان یک رستوران سنتی در منطقهٔ یوراکوچو، توکیو، ژاپن. نوشته‌ها به خط کانجی و نورپردازی ویترین جلب توجه می‌کند.

رستوران (به فرانسوی: Restaurant) یک بنگاه کاری است که در آن خوراک و نوشیدنی آماده و سرو می‌شود. به‌طور کلی غذا در خود رستوران سرو و خورده می‌شود، اما بسیاری از رستوران‌ها سرویس بیرون‌بری غذا و پیک را نیز دارا هستند. رستوران‌ها از دید ظاهری و سرویس‌دهی بسیار گوناگون هستند. آن‌ها بر پایه گونه آشپزی و مدل‌های سرویس‌دهی، یا حتی قیمت، بخش‌بندی شده‌اند. این بخش‌بندی، از کافه‌تریاهای ارزان‌قیمت و فست‌فود شروع شده و تا رستوران‌های خانوادگی با قیمت میانه و رستوران‌های لوکس با قیمت بالا را شامل می‌شود.
کیفیت خوراک ارائه‌شده، دکوراسیون، تمیزی، قیمت، مزه و سرویس‌دهی و… می‌تواند در کیفیت رستوران و آوازه آن نقش مهم داشته باشد. گاهی ممکن است رستوران‌ها، بخشی از یک واحد بازرگانی و جهانگردی بزرگ‌تر باشند، مانند فروشگاه‌ها و مهمانخانه‌ها.

## گونه‌ها

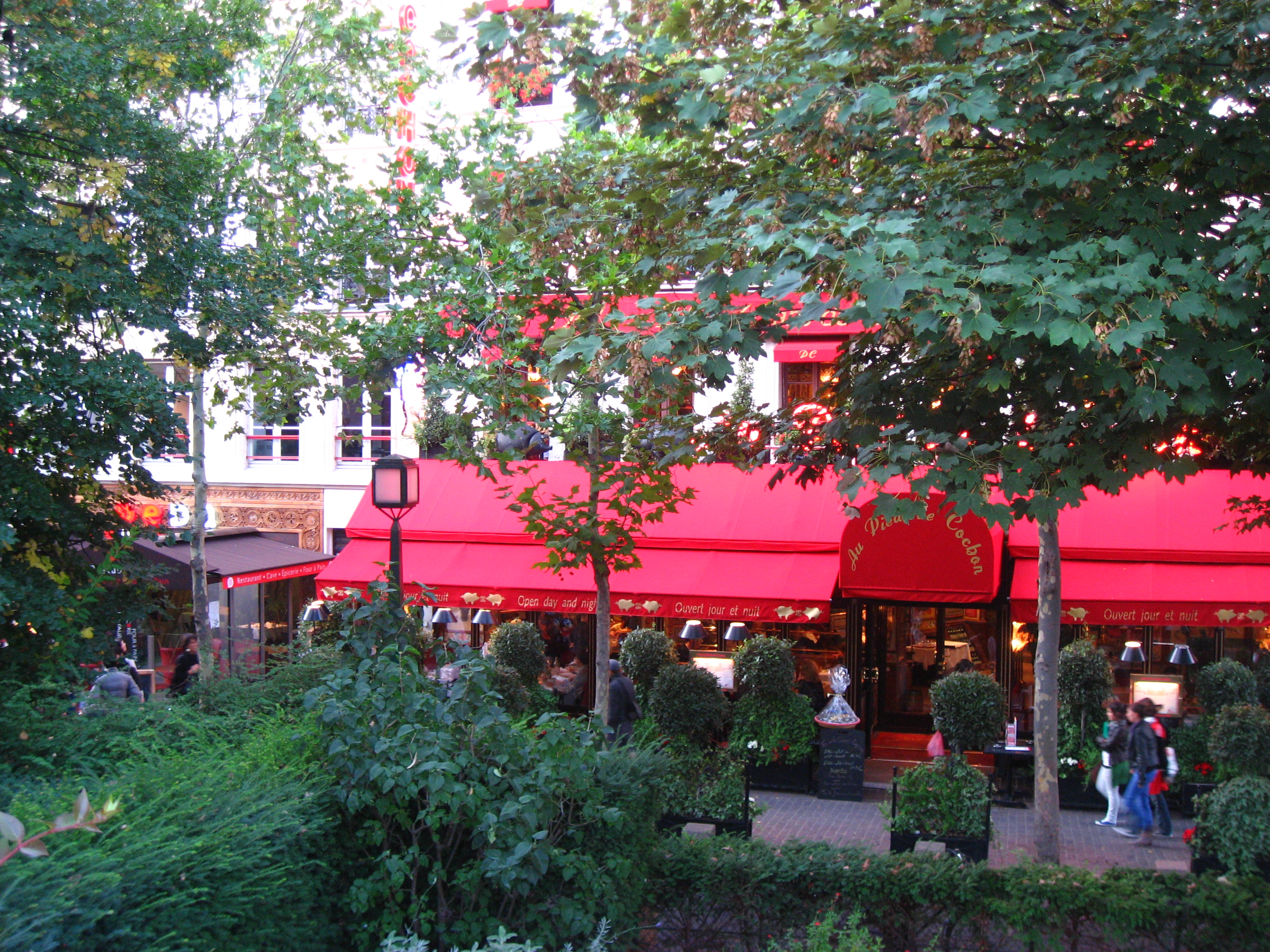
رستوران «اُو پیه دو کوشون» (پاچه خر) در پاریس.

رستوران‌ها از دیدگاه گونه مشتریان، بهای خوراک‌ها و کیفیت خدمات ارائه شده، بیشتر به دو دسته بخش می‌شوند، دستهٔ نخست، رستوران‌های بی‌تکلف و ارزان‌قیمت‌اند که بیشتر مشتریانشان از باشندگان همان محل هستند یا در همان محدوده کار می‌کنند. در این‌گونه رستوران‌ها، مهمانان مقید به رعایت آداب و رسوم ویژه‌ای نیستند و بیشتر با لباس‌های معمولی و غیررسمی در رستوران حاضر می‌شوند. دستهٔ دوم غذاخوری‌های گران‌قیمت هستند. در این‌گونه رستوران‌ها، بهای خوراک‌ها و خدمات بالاست و بسته به عرف و فرهنگ جوامع گوناگون، میهمانان با پوشاک رسمی یا نیمه‌رسمی حضور می‌یابند.
ارایهٔ غذا در رستوران با همکاری همهٔ کارمندان رستوران انجام می‌شود. چینش لوازم رستوران، ارایهٔ منو و دریافت سفارش از مهمانان و ارایهٔ خوراک به ایشان، تحویل صورت‌حساب، دریافت وجه و در پایان مرتب‌ساختن و پیراستن میز از وظایف کارکنان رستوران است که امروزه با استفاده از نرم افزار رستورانی انجام میشود. پخت خوراک نیز از وظایف آشپزها به‌شمار می‌آید.
رستوران خویش‌یار یا سلف سرویس گونه‌ای از رستوران است که در آن خود مشتریان از خودشان پذیرایی کرده و به‌طور مستقیم درگیر می‌شوند.
هم‌چنین، رستوران‌ها ممکن است گونهٔ ویژه‌ای از خوراک‌ها را ارائه کنند، مانند خوراک‌های دریایی، خوراک‌های گیاهی یا خوراک‌های ویژهٔ ملت‌ها و اقوام گوناگون. (مانند رستوران ایرانی، چینی، لبنانی و …)

## پیشینه
رستوران‌ها جزو اصولی‌ترین نهادها برای هر کشور و فرهنگی در جهان هستند. شروع پیدایش رستوران، به شکل امروز و به عنوان محلی که در آن مردم به خوردن و نوشیدن و معاشرت می‌پردازند، به انقلاب فرانسه برمی‌گردد. اما حتی قبل از آنکه ماری آنتوانت و لویی شانزدهم به گیوتین سپرده شوند هم، رستوران‌ها داستان خود را داشتند.
ایده فروش مواد غذایی برای ایجاد سود، به زمان شروع تمدن بازمی‌گردد. نیاز به وجود مکانی عمومی برای خوردن غذا اتفاقی است که در امپراتوری رم و چین باستان هم وجود داشت. زمانی که دهقانان و کشاورزان برای رساندن دام و محصولات خود به بازارهای مواد غذایی به شهرها می‌رفتند، گاهی روزها در راه بودند. برای همین تعدادی مسافرخانه یا مکانی که بشود در آن غذا خورد در طول جاده‌ها به وجود آمد. معمولاً در مکانی که در میان شهر وجود داشت، مقداری غذا بر روی یک میز بزرگ و واحد سرو می‌شد و البته هیچ منویی هم وجود نداشت. چرا که انتخاب غذا با آشپز بود!
به علت عدم وجود آشپزخانه در خانه‌ها، فروشندگانی برای ارائه غذا بر روی چرخ‌های دستی کوچک وجود داشتند. این کار البته هنوز هم در بسیاری از شهرهای دنیا رایج است. غذاهایی که آن‌ها می‌فروشند غذاهایی معمولاً از پیش طبخ شده و ارزان است که هر کسی بتواند از پس خریدنش برآید.
در قرون وسطی، در خاور میانه مکان‌هایی در شهرها و بین راه‌ها قرار داشت که برای مسافران غذا به همراه دسر و نوشیدنی سرو می‌شد و به کسانی که در ازای غذا پولی نداشتند غذای رایگان داده می‌شد، بعدها در دوره رنسانس در اروپا، کاروانسراها و میخانه‌ها مکانی برای خوردن غذا بودند. در اسپانیا این مکان‌ها بودگاس خوانده می‌شد که تاپاس یا همان مزه در آن‌ها سرو می‌شد. در انگلستان سوسیس و شیرینی رواج داشت و در فرانسه انواع خورش و سوپ در رستوران‌ها سرو می‌شد.
به محض سفر کلمب به قاره آمریکا در سال ۱۴۹۲ تجارت جهانی گسترش یافت و غذاهای بیشتری به اروپا وارد شد. قهوه، چای و شکلات خوراکی‌هایی بودند که در غذاخوری‌های عمومی سرو می‌شدند و نوشیدنی‌ها هم کم‌کم راهشان را به آن‌ها باز کردند.
در قرن ۱۷ میلادی، با وجود آنکه همچنان وعده‌های کامل غذایی در منازل خورده می‌شد، تعدادی از اشراف‌زادگان که متمول‌تر بودند، به جای استفاده از مکان‌های عمومی غذای خود را در یک سالن خصوصی در ناهارخوری‌ها می‌خوردند.
در فرانسه و در طول قرون وسطی هر صنفی به صورت انحصاری یک ماده غذایی را به فروش می‌رساند؛ مثلاً اگر شما به حزبی که مسئول فروش گوشت پخته بود تعلق نداشتید، فروش گوشت برای شما به هر شیوه‌ای ممنوع بود. در سال ۱۷۶۵ مردی به نام بولانگر، به خورشی که در مغازه‌اش می‌فروخت، برهٔ پخته اضافه کرد و همان روز دستگیر شد. اما اتفاقی که افتاد این بود که بولانگر در دادگاه پیروز شد و در طی ۲۰ سال بعد مغازه‌های غذا فروشی دیگر هم در پاریس از کار او پیروی نمودند.
با سرنگونی ماری آنتوانت و لویی شانزدهم، روش‌های قدیمی هم با آن‌ها سرنگون شد. احزاب از بین رفتند و آشپزهای شخصی آن‌ها هم از کار خود استعفا دادند. بسیاری از این آشپزها رستوران‌های خودشان را در پاریس افتتاح کردند و راه‌های جدید غذا خوردن یکی پس از دیگری به روی کار آمد.
چینی‌های ظریف، کارد و چنگال، رومیزی‌های زیبای کتانی و تمام چیزهایی که تابحال فقط مخصوص اشراف بود، برای همه شهروندان فرانسوی در دسترس قرار گرفت. منوها متنوع شد و هر دو مدل سلف سرویس و غذای انتخابی به شیوه رستوران‌ها اضافه گشت. اگرچه که غذاخوری‌هایی به شیوه پیشین همچنان وجود داشتند اما فاین داینینگ‌ها کم‌کم در همه اروپا جای خود را باز کردند.

## در اقتصاد
بر پایه آماری تا سال ۲۰۰۶، نزدیک به ۲۱۵.۰۰۰ رستوران با سرویس کامل در ایالات متحده وجود داشت که فروش آنان ۲۹۸ میلیارد دلار بود.